# Mordechaj Olmert
Mordechaj Olmert (hebr.: מרדכי אולמרט, ang.: Mordechai Olmert, ur. 16 stycznia 1908 w Bugurusłanie, zm. 30 marca 1998) – izraelski polityk, w latach 1955–1961 poseł do Knesetu z listy Herutu.

## Życiorys
Urodził się 16 stycznia 1908 w obwodzie orenburskim. Ukończył szkołę średnią w Rosji, a następnie studia inżynierskie na Politechnice w Harbinie. W 1933 wyemigrował do Palestyny. 30 września 1945 urodził mu się syn Ehud, późniejszy premier Izraela.
W wyborach parlamentarnych w 1955 po raz pierwszy dostał się do izraelskiego parlamentu. W trzecim Knesecie zasiadał w komisjach pracy oraz spraw gospodarczych i przewodniczył podkomisji zachęcania do rybołówstwa. W wyborach w 1959 ponownie został wybrany posłem. W czwartym Knesecie zasiadał w komisjach spraw wewnętrznych; spraw gospodarczych oraz edukacji i kultury oraz przewodniczył podkomisji zachęcania do rybołówstwa. W wyborach w 1961 nie uzyskał reelekcji. W 1969 dołączył do Wolnego Centrum, a w 1975 był jednym z założycieli partii La’am.
Zmarł 30 marca 1998.